# 山田 (吹田市)
山田（やまだ）は、大阪府吹田市北部の地域名である。地名のアクセントは頭高型となる。

## 概要
地名は1955年に吹田市へ編入された、かつての山田村に由来する。「山田」の付く町丁には、山田西、山田東、山田北、山田南、山田市場、山田丘、上山田があるが、市域最北部に近い後2者の町丁は、前者の町丁との間を千里万博公園（大部分を万博記念公園が占める）で隔てられており、通常はこれらを省いたもの、あるいはそれに一部周辺地域（例えば千里丘各町との間にある樫切山、尺谷、長野東・西など）を加えたものが山田地区とされる。
広義には、千里万博公園や千里ニュータウンを含めた、旧山田村域の全域（茨木市への編入地域を除く）を指す場合もある。この場合には前述の町丁が全て含まれ、ほぼ市域の北半分が占められる。
吹田市の都市計画などの政策では、山田南を南限とする名神高速道路以東の地域（青葉丘北・南、清水、新芦屋上・下、千里丘上・中・下・北・西、長野東・西、尺谷、山田市場、山田南）および以西の樫切山、山田東・西・北を「山田・千里丘地域」とし、北部の山田丘や上山田は千里万博公園、および千里ニュータウンなど北西部（藤白台、青山台、古江台、津雲台、高野台、佐竹台、竹見台、桃山台）と共に「千里ニュータウン・万博・阪大地域」としており、この2地域から竹見台、桃山台を除くと多少の異同はあるが、ほぼ吹田市の旧山田村域に相当する。
ただし、吹田市における政策上の区分には、市内の各駅を基点とするものもあり、この場合は阪急千里線および大阪モノレール本線の山田駅（町名に「山田」の付く地域のうち最西部にある）を中心とした地域（山田西の西部、山田北、古江台の南部、津雲台など）が「山田地区」と呼ばれている。

## 由来
倭姫命が天照大神を祀るのに相応しい場所を探す際に、上之山と呼ばれるところに1年ほど遷座し、その際に千里丘陵を「山田ヶ原」と呼んだのが「山田」という地名の起源とされる。

## 交通
- 阪急千里線、大阪モノレール - 山田駅（山田西4丁目）

## 主要施設
山田駅周辺の施設については、山田駅 (大阪府)#駅周辺を参照。
- 狭義の山田地区
  - 吹田市役所山田出張所（山田西2丁目）
  - 吹田市立図書館山田分室（山田西2丁目）
  - 吹田市立山田駅前図書館（山田西4丁目）
  - 大阪府立山田高等学校（山田東3丁目）
  - 吹田市立山田中学校（山田市場）
  - 吹田市立西山田中学校（山田西2丁目）
  - 吹田市立山田東中学校（山田東4丁目）
  - 名神高速道路（山田南、山田市場と山田西の境界）
  - 伊射奈岐神社（山田東2丁目）
- 北部
  - 大阪大学吹田キャンパス（山田丘1丁目）